# Poligny (Seine-et-Marne)
Poligny ist eine französische Gemeinde mit 802 Einwohnern (Stand: 1. Januar 2022) im Département Seine-et-Marne in der Region Île-de-France. Sie gehört zum Arrondissement Fontainebleau und zum Kanton Nemours.
Die Einwohner werden Polinois genannt.

## Geographie
Poligny liegt etwa 70 Kilometer südsüdöstlich von Paris.

### Nachbargemeinden
Umgeben ist Poligny von den Gemeinden Nemours im Norden und Nordwesten, Darvault im Norden, Treuzy-Levelay und Nanteau-sur-Lunain im Nordosten, Remauville im Osten, Chaintreaux im Süden und Südosten, Souppes-sur-Loing im Süden, La Madeleine-sur-Loing im Südwesten sowie Bagneaux-sur-Loing im Westen.

## Bevölkerungsentwicklung
| Jahr      | 1962 | 1968 | 1975 | 1982 | 1990 | 1999 | 2006 | 2012 |
| Einwohner | 627  | 671  | 654  | 674  | 744  | 813  | 813  | 825  |

## Verkehr
Durch die Gemeinde führt die Autoroute A6. Im Süden der Gemeinde liegt das Autobahndreieck mit der Autoroute A77.

## Sehenswürdigkeiten
- Kirche Saint-Germain aus dem 14. Jahrhundert mit Umbauten bis in das 17. Jahrhundert

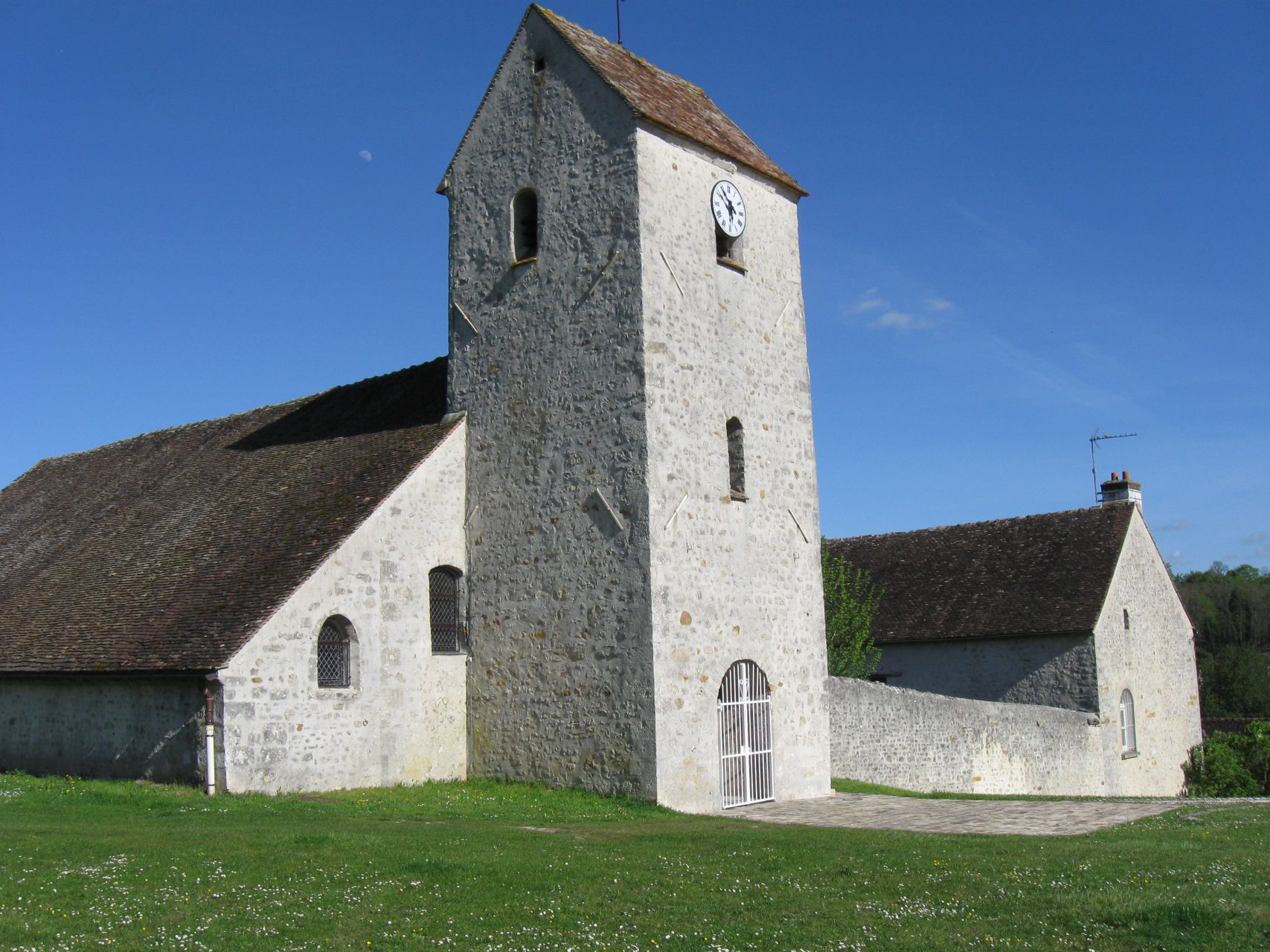
Kirche Saint-Germain